# Gewürztraminer

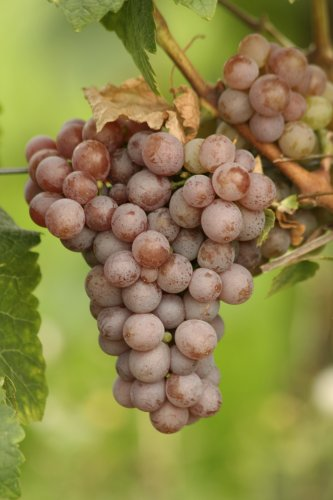
Racimo de uvas gewürztraminer.

La gewürztraminer (pronunciación en alemán: /ɡəˈvʏʁtstʁaˈmiːnɐ/) es una variedad de uva originaria de las frescas laderas alpinas del Trentino-Alto Adigio en el noreste de Italia, y su nombre deriva de la localidad de Tramin, en el Bajo Tirol. Pertenece a la familia varietal de las Traminer, estando relacionada con las uvas savagnin y aubin. Es una cepa adaptada al frío, caracterizada por un hollejo rosado o rojizo, lo que la hace ser apropiada para producir vino blanco. La variedad tiene unos niveles de azúcares naturales altos, y sus vinos son normalmente semisecos o dulces. Los vinos secos de gewürztraminer pueden tener aromas y notas florales y de frutas tropicales. No es infrecuente que se forme algo de spritz (pequeñas burbujas en la copa).
La dulzura de la gewürztraminer puede acompañar a la comida especiada asiática. También acompaña bien los quesos maroilles, livarot y el munster, y la carne de caza.
Aunque de común sobre todo en Alemania y Alsacia, la variedad se planta en muchos países de Europa, como Francia, Austria, Italia y España. También hay plantaciones de esta variedad en países de América, como Estados Unidos, Canadá, Chile, Argentina y México, y también en Australia.

## Etimología
El nombre alemán gewürztraminer significa literalmente "traminer especiada" o "traminer aromatizada", 
y proviene de la región francesa de Alsacia. Esta uva es una mutación de la savagnin blanc, también conocida como traminer en Tirol del Sur (al norte de Italia).

## Historia

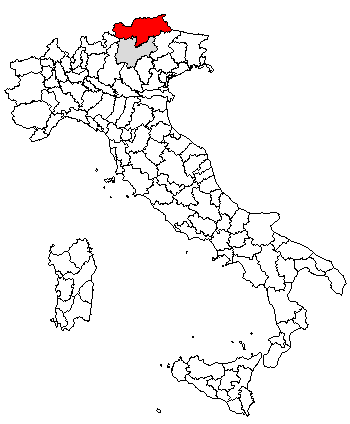
Provincia autónoma de Bolzano, en la región de Alto Adigio (o Tirol del Sur).

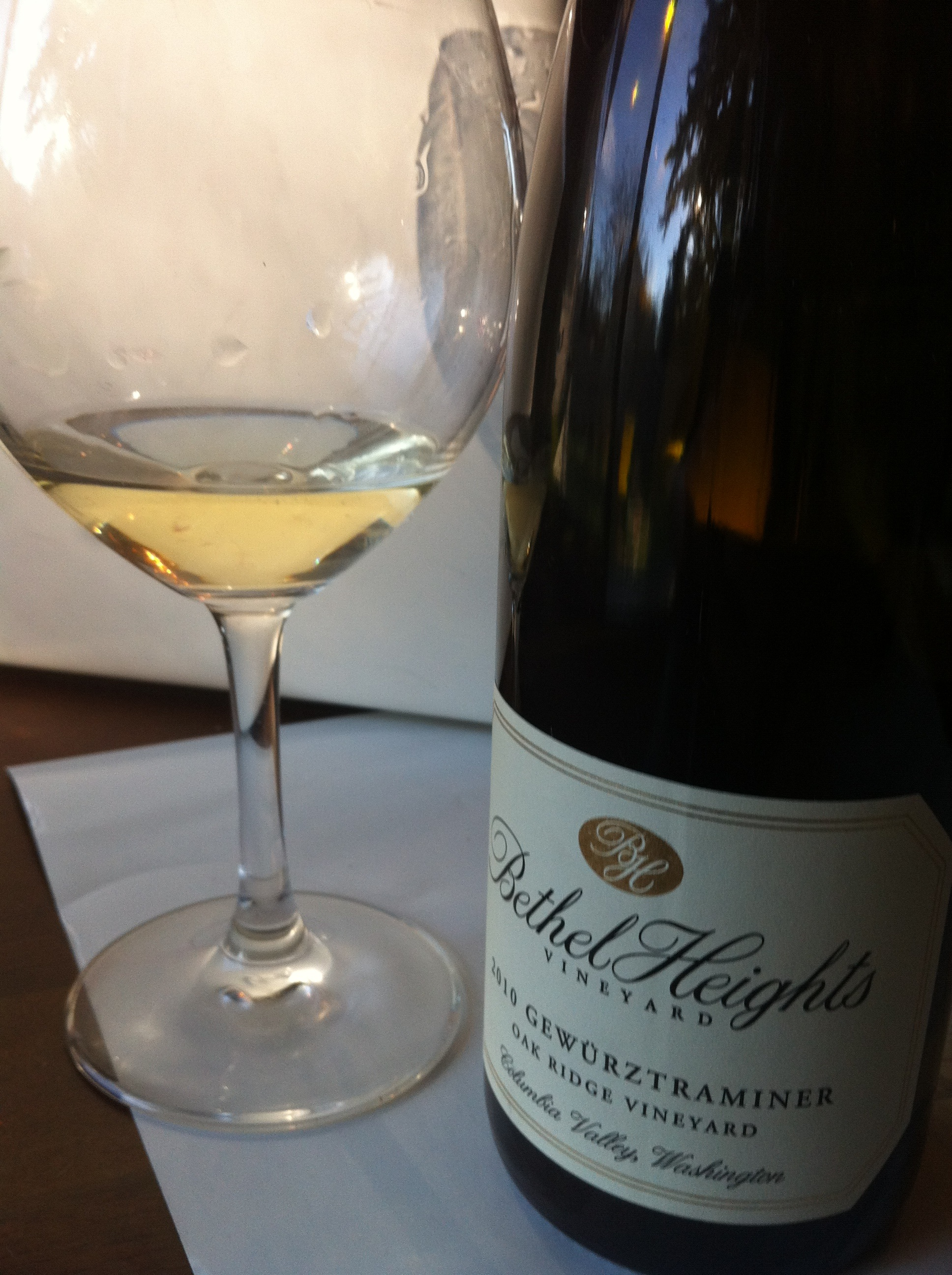
Un vino de gewürztraminer hecho Oregón de las uvas del estado de Washington.

La traminer es una variedad de uva verde que proviene de la ciudad italiana de Termeno, en la provincia de Tirol del Sur, en la región de Trentino-Alto Adigio. El ampelógrafo Pierre Galet pensó que la traminer era idéntica a la uva de piel verde denominada savagnin blanc con la que se elabora el vin jaune en el Jura. Más recientemente se ha sugerido que la savagnin blanc adquirió diferencias muy sutiles en la forma de sus hojas y en sus cantidades de geraniol cuando se expandió al otro lado de los Alpes.
La frankisch de Austria, la gringet de Saboya, la heida de Suiza, la formentin de Hungría y la grumin de Bohemia son muy similares a la savagnin blanc y, probablemente, sean clones de la familia traminer, si es que no son la misma traminer La viognier del valle del Ródano podría tener un parentesco más distante de la savagnin blanc.
En algún momento, la traminer o savagnin blanc mutó a una variedad con uvas de piel rosada llamada red traminer o savagnin rose. Galet creyó que una mutación de la traminer/savagnin rose hacia un estilo más moscatel fue la que produjo la extra-aromática gewürztraminer, aunque en Alemania traminer y savagnin rose son sinónimos de la gewürztraminer.
Con la mezcla genética en esta área y con las guerras por fronteras que ha habido en Europa en el último milenio no es de sorprender que algunos nombres de uvas se hayan confundido. El vino gewürztraminer blanco elaborado en Alemania es mucho menos aromático que el elaborado en Alsacia y en algunos viñedos alemanes pudo haberse identificado erróneamente la savagnin rose. Algunos viñedos de Durbach, en Baden, dicen que tienen su propio tipo de traminer rojo, denominado durbacher clevner (no debe confundirse con "klevner", un sinónimo austríaco para la pinot blanc). La historia comenzó en el año 1780, cuando Carlos Federico I de Baden trajo unas vides desde Chiavenna, Italia, a medio camino entre Termeno y el Jura, que fue conocida por los alemanes como cleven.
El vino Klevener de Heiligenstein, del entorno Heiligenstein, en Alsacia, podría representar una extrapolación de los vinos de Durbach. Son descritos a menudo como menos aromáticos que los de gewürztraminer.
Hay constancia de esta variedad en Termeno entre el año 1000 y el siglo XVI. Se extendió hacia abajo por el Rin hasta Alsacia. En el Palatinado le fue añadida la palabra gewürz (especia) al nombre, probablemente cuando se produjo alguna mutación. El nombre largo fue usado por primera vez en Alsacia en 1870, sin la diéresis. No está claro qué representa este cambio de nombre, aunque es una gran coincidencia que la mutación que le dio características similares a la moscatel se produjese justo después de la epidemia de filoxera. De hecho, se seleccionaron esquejes de una mutación existente resistente a la filoxera fue para replantar. En 1973 el nombre traminer dejó de usarse en Alsacia, excepto en la zona de Heiligenstein.

## Cruces
Los alemanes han intentado engendrar vides más fáciles de cultivar con los sabores de la gewürztraminer. En 1932, Georg Scheu cruzó la gewürztraminer con la müller-thurgau para obtener la würzer, de la cual hay pequeñas viñas en Rheinhessen y en Inglaterra. Hay cruces similares en Alzey y Würzburg que han producido las uvas septimer y la razonablemente exitosa perle. La uva siegerrebe, de maduración temprana, es el resultado de un cruce con la madeleine angevine y se destaca por producir el mosto con más azúcares registrado en Alemania, con 326º Oechsle. Un cruce entre la müller-thurgau y la siegerrebe produjo la uva ortega.
La cserszegi fűszeres es el resultado de un cruce húngaro con la irsai oliver.
En 1938, Harold Olmo cruzó la sémillon y la gewürztraminer en la Universidad de California en Davis para hacer la uva flora. La flora se cultiva en pequeñas cantidades en California y en Nueva Zelanda. En Nueva Zelanda fue confundida por un clon de maduración tardía de la pinot gris. Los hermanos Brown la mezclaron con la orange muscat en Australia.
En 1965, la gewürztraminer fue cruzada con la joannes seyve 23.416 en la Universidad de Illinois para producir una variedad híbrida llamada traminette. La traminette es más tolerante al frío que la original y mantiene la mayor parte de su deseable sabor y aroma característicos.
A finales del siglo XX, el viticultor australiano engendrador de vides A.J. Antcliff cruzó la gewürztraminer con la merbein 29-56 para crear la variedad de uva blanca taminga.
Tras una serie de intentos entre 1924 y 1930, la gewürztraminer fue cruzada con la trebbiano para crear la uva rosada italiana manzoni rosa.
En la década de 1970, el productor y engendrador de vides Ing. Jan Veverka cruzó en la antigua Checoslovaquia la gewürztraminer con la müller-thurgau para crear la uva pálava (el nombre hace referencia a la cordillera Pálava, al sur de Moravia). La uva es rosada, más temprana y más productiva y tiene un aroma similar a la traminer. La pálava se cultiva en Moravia (República Checa) y en Eslovaquia.

## Regiones
En Europa, la uva se cultiva en España, Eslovenia, Italia, Francia, Alemania, Austria, Bulgaria, Croacia, Hungría, Luxemburgo, la región checa de Moravia, Rumanía y Eslovaquia. En el Nuevo Mundo la uva crece exitosamente en Nueva Zelanda, la región argentina de Mendoza, Uruguay y el sur de Chile. En Oriente Medio, la uva crece en los Altos del Golán.

### Alemania
Alemania tiene unas 100 ha de la variedad, pero es muy diferente de la que se encuentra en otros lugares vecinos a lo largo del Rin, lo que sugiere que realmente mucha de su "gewürztraminer" es probablemente traminer tinta. Los alemanes hacen unos vinos relativamente secos, que tratan de disimular la exuberancia natural de la uva.

### España
En España, la gewürztraminer es una variedad recomendada en la comunidad autónoma de Aragón, estando autorizada, además, en Andalucía, Asturias, Castilla y León, Castilla-La Mancha, Cataluña, Extremadura, Navarra, La Rioja y la Comunidad Valenciana (Orden APA/1819/2007).
Esta uva de montaña se logró implantar con éxito en un gran número de viñedos en España desde 1995, principalmente en la zona de Somontano, y Panadés, y con sus correspondientes certificados de denominación de origen a partir de 2002.
Tras aclimatar las vides, y convencer al mercado, desde 2004, varias bodegas españolas con esta variedad, cosechan premios y reconocimiento internacional.

### Andorra
En 2004 se plantó 1 ha de gewürztraminer en Andorra y en 2006 se plantó 1/2 ha más.

### Francia

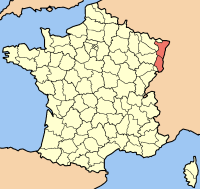
Región francesa de Alsacia.

En Francia la gewürztraminer alcanza su expresión más refinada en Alsacia, donde es la segunda variedad de uva más plantada y la más característica de la región. Crece mejor en el sur de la región. Produce vinos cuyo estilo va desde el muy seco de la bodega Trimbach al muy dulce. El alto nivel de azúcar natural de la variedad ha popularizado su consumo como vino de postre, obtenidos en la vendimia tardía de uvas con podredumbre noble.
Alrededor de Heiligenstein hay una uva conocida como klevener de Heiligenstein, que probablemente sea una traminer tinta (savagnin rose) más que una verdadera gewürz. Los vinos de Heiligenstein son algo más astringentes que los vinos gewürztraminer de Alsacia.

### Italia
La traminer es originaria de las frescas laderas alpinas del Trentino-Alto Adigio en el noreste de Italia. Si la mutante gewürz se originó allí o no es una cuestión por responder, pero sigue cultivándose allí. A la confusión contribuye que tanto las bayas verdes como las tintas se llaman simplemente traminer.

### Estados Unidos
En los Estados Unidos está concentrada en Monterey, Mendocino y Sonoma en California, en el valle del Columbia del estado de Washington y en Oregón, así como en la región del río Snake de Idaho. También crece en Míchigan, Rhode Island, el condado de Caddo (Oklahoma), Ohio, Pensilvania, Kentucky, Indiana, Texas, Virginia, Maryland, Misuri, Nuevo México, New Hampshire, valle del Grand (Colorado) y los lagos Finger y Long Island (Nueva York).

### Chile
En Chile la gewürztraminer es producido en varias regiones vitícolas del Valle Central chileno.

### Argentina
En la década de 1960 empezó a plantarse en la finca de Los Castaños, en Tupungato, propiedad de Bodega La Rural, fundada en 1885 por Felipe Rutini. Se utilizaba para completar otro vino dulce. En la década de 1970 empezó a comercializarse como monovarietal por la marca Viña San Felipe. En la década de 1980 pasó a ser, junto con el riesling, uno de los principales vinos de la marca. En 1996 comercializó el vino Rutini Gewürztraminer, con un nuevo estilo de vinificación y conservado en barrica de roble francés nuevo.

### Australia
La gewürztraminer australiana es más conocida por su uso de nombres antiguos, como Traminer Musqué y Gentil Rose Aromatique, que por la calidad real de los vinos. No obstante, recientemente algunos ejemplares de las regiones más finas pueden ser muy elegantes. Esto incluye los vinos de gewürztraminer de las montañas de Adelaida, del valle de Eden, la isla de Tasmania, el valle de Clare, el valle de Yarra y los viñedos de los Alpes Australianos. Los Macedon Rangers encontraron al norte de Melbourne un clima frío y un terruño volcánico adaptado a la producción de gewürztraminer.
Uruguay
En el litoral uruguayo, en los Lindes del río homónimo, la familia Irurtia produce grappa de gewurztraminer y la bodega Los Cerros de San Juan produce la línea Familie Lahusen gewurztraminer blanco, mono varietal, con pasaje por Ánforas de barro. 
La traminer dulce uruguaya presenta notas aromáticas y floral tropical de textura oleosa. De buena estructura para blanco y dulce

## Vinos y viticultura
La gewürztraminer es particularmente exigente con el terruño y el clima. La vid es vigorosa, pero no crece bien en los suelos calcáreos. Brota temprano, por lo que es muy susceptible a la helada, necesita sequedad y veranos cálidos y madura erráticamente y tarde. Su dulzor natural hace que en climas cálidos se suavice, sin acidez suficiente para equilibrar las grandes cantidades de azúcares. Por otro lado, si es cosechada temprano para conservar la acidez, los aromas de la variedad no se desarrollan y se pueden diluir aún más por la sobreexplotación para compensar los bajos rendimientos.